# Губернатор (США)

Действующие губернаторы в США по партийной принадлежности:
Демократическая партия
Новая прогрессивная партия
Республиканская партия

В Соединенных Штатах губернатор — глава исполнительной власти и главнокомандующий в каждом из пятидесяти штатов и на пяти постоянно населенных территориях, выступая в качестве главы правительства. Несмотря на то, что на должность губернатора возложены сдержки и противовесы, его полномочия могут включать в себя функции главы штата (выступление в качестве его представителя), определенные права в сфере исполнительной (надзор за правительством штата), законодательной (предложение и подписание или наложение вето на законы) и судебной (помилования или смягчения наказания осуждённым) ветвей властей; надзор за ополчением и организованными вооруженными силами штата. Как лидеры штатов, губернаторы продвигают определенную политику и программы, используя для этого указы, законодательные предложения и право вето. Губернаторы назначают многих глав определённых департаментов и агентств. Большинство губернаторов в США также имеют полномочия назначать судей в государственные суды, обычно выбор ограничен списком имён, предоставленным комитетом по выдвижению кандидатур.
Во всех штатах и территориях, кроме Аризоны, Мэна, Нью-Гемпшира, Орегона, Вайоминга и Пуэрто-Рико, есть должность вице-губернатора. Обычно вице-губернатор наследует губернаторскую должность (в случаях Массачусетса и Западной Виргинии — только полномочия и обязанности), если она освобождается в результате импичмента, смерти или отставки действовавшего губернатора. Также вице-губернаторы служат неофициальными исполняющими обязанности губернаторов штатов в случае, если действующие губернаторы по каким-либо причинам не в состоянии выполнять свои обязанности, и они часто служат председательствуют в верхних палатах законодательных органов штатов. В таких случаях они не имеют права участвовать в политических дебатах и не имеют права голоса, за исключением тех случаев, когда количество голосов за и против по какому-либо вопросу не совпадает.